# Pipérazine
La pipérazine est un composé organique constitué d'un cycle saturé à six atomes contenant deux atomes d'azote en positions opposées. La pipérazine se présente sous forme de petits cristaux déliquescents. Elle est également utilisée dans le traitement de certaines parasitoses.
Au sens large, les pipérazines constituent une vaste classe de composés chimiques, construits autour d'un noyau pipérazine, dont beaucoup sont dotés de propriétés pharmacologiques intéressantes.
La pipérazine peut aussi être utilisée comme catalyseur dans le traitement des gaz par les amines : elle améliore la capacité de la  N-méthyldiéthanolamine (qu'on appelle alors N-méthyldiéthanolamine activée, ou aMDEA) à capter le CO2.

## Propriétés chimiques
La pipérazine soluble dans l'eau, est une base faible (pKa 9,82 et 5,68). Le pH d'une solution aqueuse à 10 % est d'environ 11,3.

## Usage médical

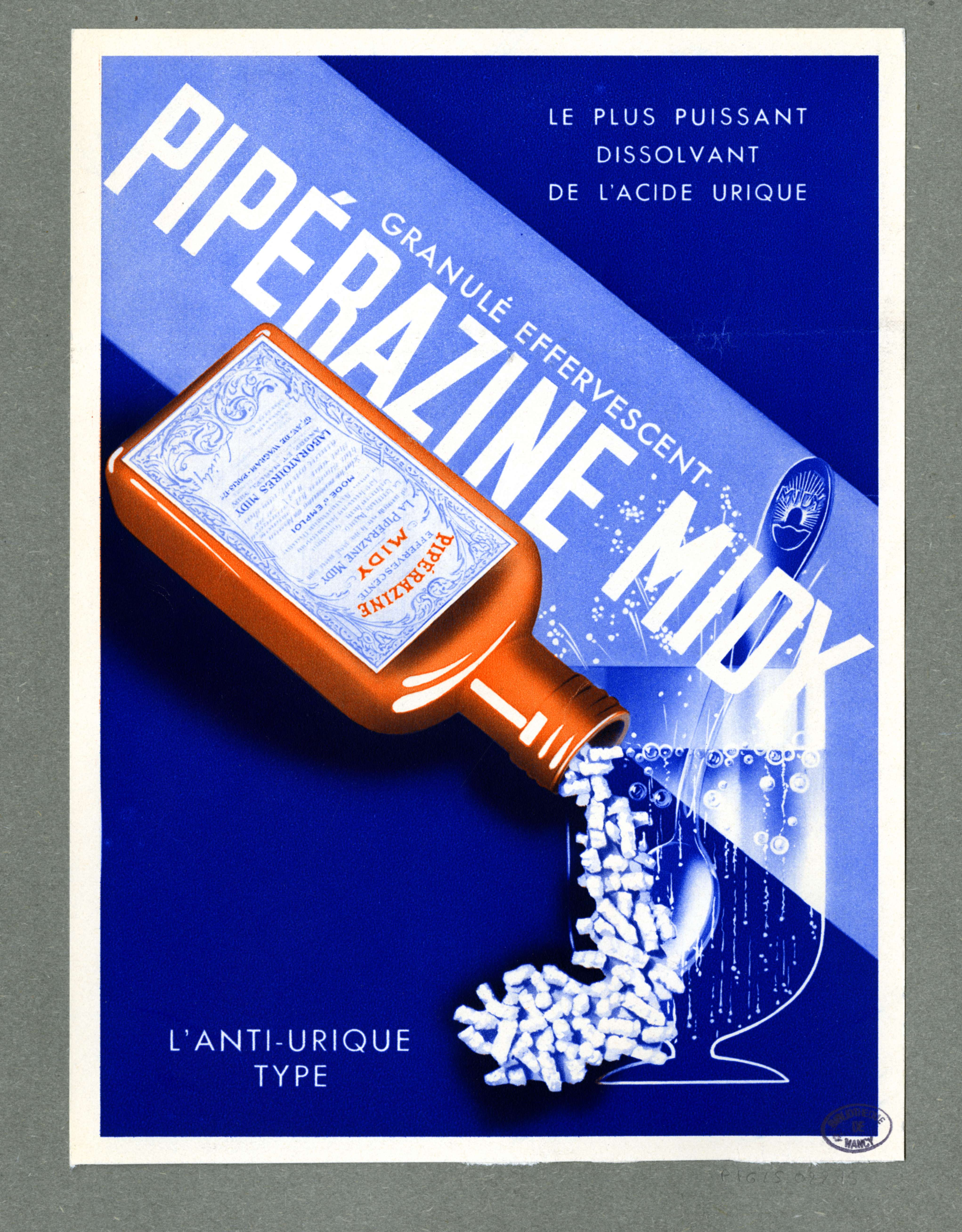
publicité pharmaceutique

La pipérazine a été initialement utilisée dans le traitement des crises de goutte
 mais malgré son efficacité in-vitro contre l'acide urique, son intérêt clinique n'était pas suffisant.
Elle est prescrite comme anthelminthique depuis 1953.
La pipérazine agit par blocage neuromusculaire sur certaines familles d'helminthes :
- les Oxyures ;
- les Ascaris.

Elle est rarement utilisée aujourd'hui.